# 翟明普
翟明普（1942年6月7日—2025年6月11日），男，山西大同人。中国森林培育学家，北京林业大学教授，中国林学会造林分会常务委员、秘书长。

## 生平
1968年毕业于北京林学院林业系林业专业，同年分配在宁夏回族自治区六盘山林区管理局工作。1978年考入北京林学院深造，师从沈国舫教授。1981年，获硕士学位并留校任教。1993年，晋升教授。2019年，荣获“北京老科学技术工作者总会先进个人”荣誉称号。2025年6月11日22时56分在北京逝世，享年83岁。

## 出版物
- . 北京: 中央广播电视大学出版社. 2001. ISBN 9787304020941.
- . 北京: 经济科学出版社. 1999. ISBN 9787505819474.